# Cristóbal Lledó y Carreras
Cristóbal Lledó y Carreras (siglo XVII, Barcelona - siglo XVIII, Barcelona). Oligarca y político español partidario de la Casa de Austria durante la Guerra de Sucesión Española. En 1713 fue junto a Rafael Casanova uno de los principales dirigentes de la Campaña de Cataluña (1713-1714). 
Partidario del archiduque Carlos de Austria, en 1708 recibió junto a Rafael Casanova y Manuel de Ferrer y Sitges a la reina Isabel Cristina de Brunswick-Wolfenbüttel, esposa de Carlos de Austria. En 1713 fue comisionado nombrado por la conferencia de los Tres Comunes de Cataluña para advertir a los diputados de la Generalidad de Cataluña del trienio 1710-1713 sobre los resultados del Tratado de Utrecht. Participó en la Junta de Brazos de ese año y en febrero de 1714 fue designado por Rafael Casanova como miembro de la «Junta de los 24». Tras la guerra continuó viviendo en Barcelona junto a Rafael Casanova y sus adláteres aunque sus bienes le fueron embargados.